# Cerkiew św. Michała Archanioła w Żegiestowie
Uzasadnienie: świątynia funkcjonuje obecnie jako kościół katolicki
Cerkiew św. Michała Archanioła w Żegiestowie – cerkiew greckokatolicka, wzniesiona w latach 1917–1925, znajdująca się w Żegiestowie. Po 1947 przejęta i użytkowana przez rzymskokatolicką Parafię św. Anny w Żegiestowie jako kościół parafialny. 
Wpisana do rejestru zabytków w 2011.

## Historia
Jej początki sięgają roku 1600, gdy w Żegiestowie wybudowano pierwszą cerkiew i powstała parafia unicka co związane było z napływem coraz większej ilości ludności wołoskiej i ruskiej (późniejsi Łemkowie, przeważnie wyznania greckokatolickiego). Cerkiew została konsekrowana w 1746 przez biskupa krakowskiego J. Korzyckiego. W 1769 drewniana cerkiew spaliła się i nakładem biskupa krakowskiego Kajetana Sołtyka, została zbudowana nowa, murowana. Powiększona następnie za zgodą Konsystorza przemyskiego greckokatolickiego i poświęcona 2 października 1770 roku. Do dzisiejszego dnia przetrwały tylko ruiny tej cerkwi.
Powyżej ruin cerkwi znajduje się  cmentarz łemkowski z XIX w, na którym zachował się grób żony ostatniego „swiaszczennika", (księdza greckokatolickiego) z Żegiestowa Wsi, Anny Prisłopskiej.

## Stan po 1945
Po aresztowaniu grekokatolickich biskupów, Jozafata Kocyłowskiego i Hirohryja Łakoty, pod koniec czerwca 1946 roku, biskup przemyski Franciszek Barda interweniował do władz w sprawie kleru i majątku diecezji unickiej. W piśmie do Państwowego Urzędu Repatriacyjnego zaznaczył, że [...] w razie opuszczenia przez księży ruskich ich cerkwi, świątynie te i wszelki należący do nich majątek ruchomy i nieruchomy, jako będący własnością Kościoła katolickiego, powinien być pozostawiony pod zarządem miejscowego duchowieństwa i biskupa łacińskiego.
Staraniem ówczesnego ordynariusza tarnowskiego biskupa Jana Stepy niemal wszystkie cerkwie leżące na terenie powiatu nowosądeckiego zostały do 1948 roku przejęte na użytkowanie przez Kościół rzymskokatolicki. Mimo wprowadzonego we wrześniu 1947 roku dekretu o nacjonalizacji majątku osób wysiedlonych do ZSRR, pod który ówczesne władze, bezprawnie, "podciągały" również majątek wysiedlonych w czasie Akcji "Wisła" na tzw. ziemie odzyskane, zdołał on utrzymać przejętą cerkiew. Sytuacja prawna została unormowana  w 1951 roku, kiedy biskup Stepa erygował parafię w Żegiestowie z kościołem w przejętej cerkwi.

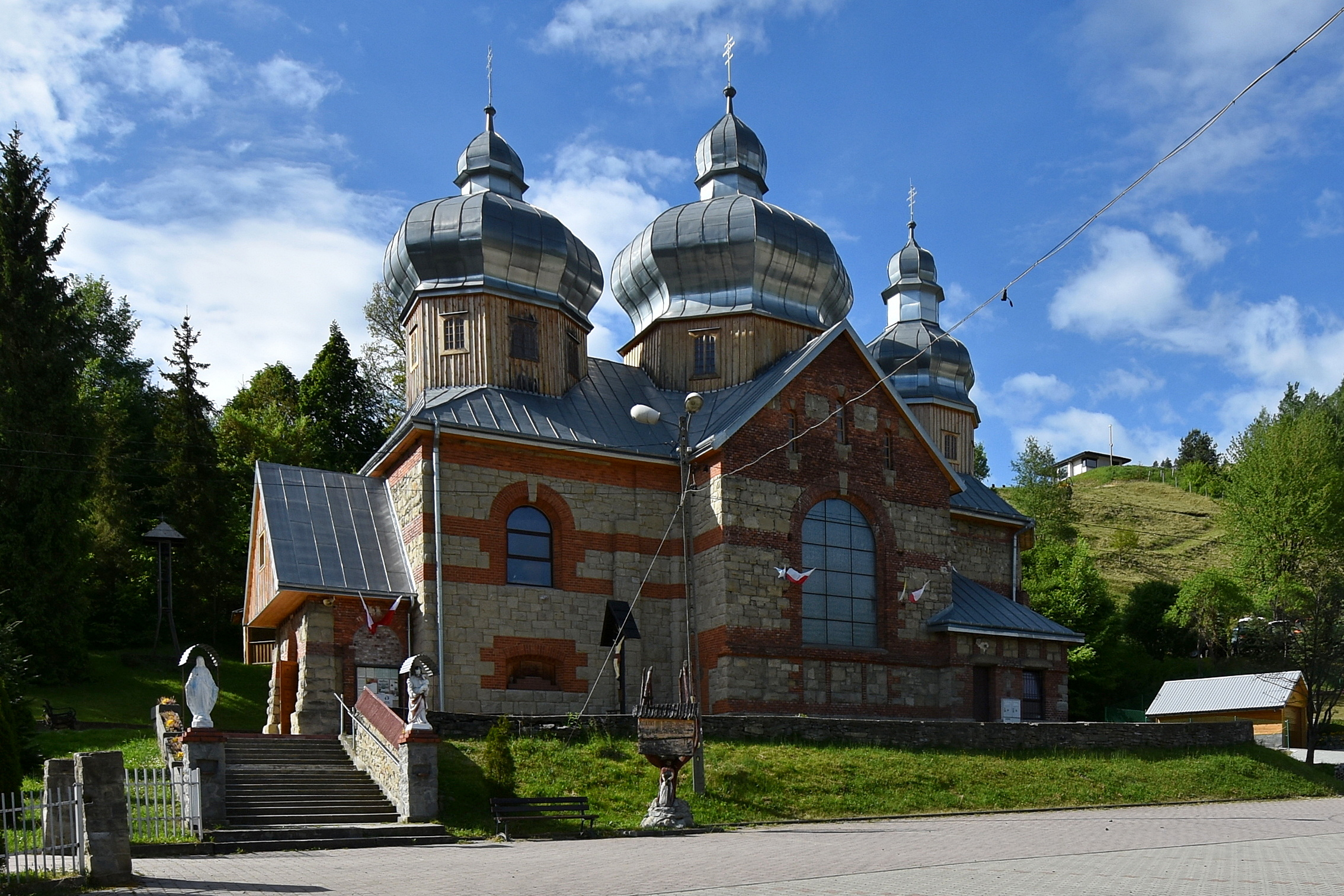
Elewacja wschodnia
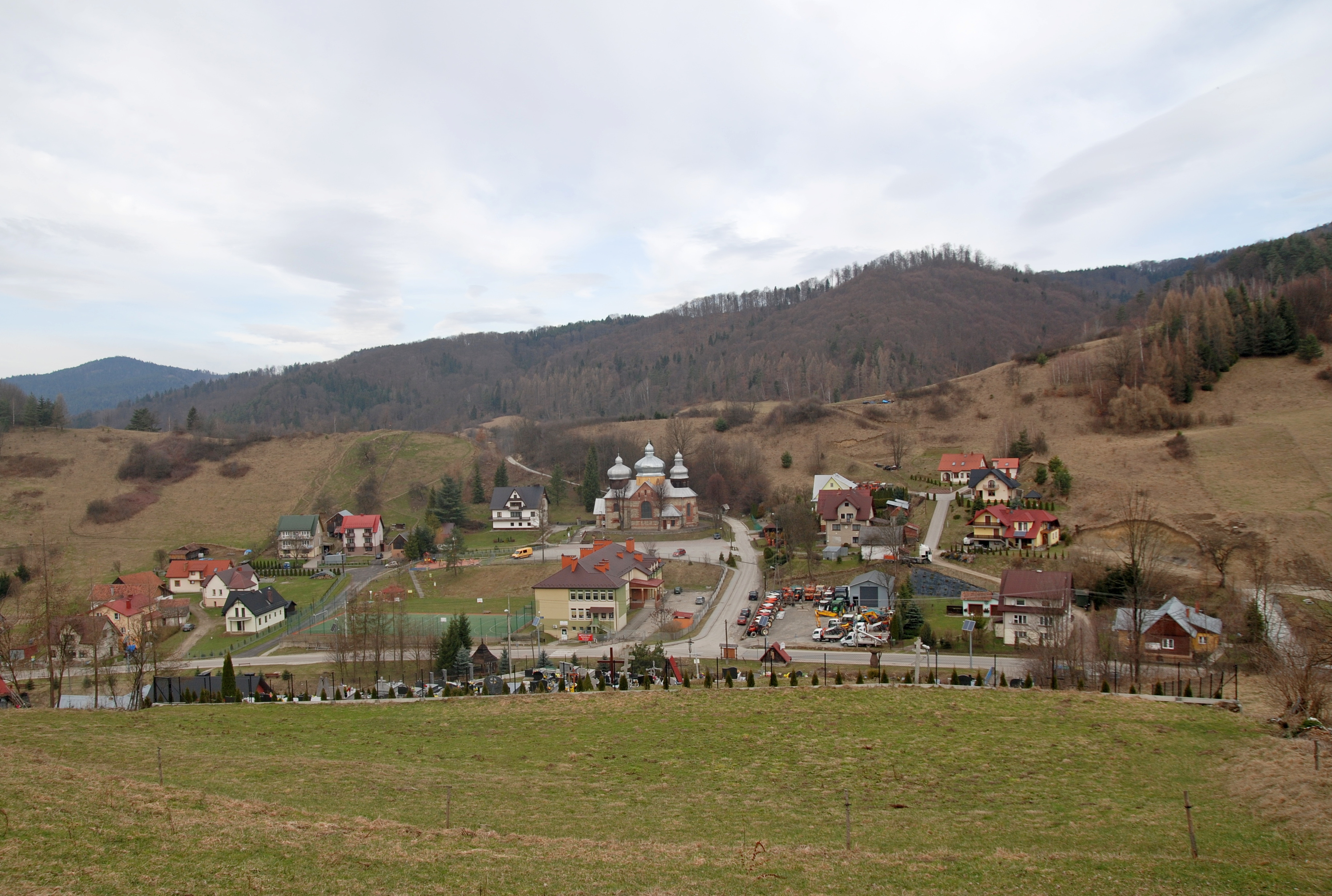
Widok ogólny